# Clozapina
La clozapina constituye un fármaco hipnótico utilizado para tratar la psicosis.

## Historia
Creado a finales de los años 1950, pronto se comprobaron sus especiales características: baja tasa de efectos adversos neurológicos extrapiramidales (temblor y parkinsonismo) y mayor eficacia frente otros antipsicóticos. Sin embargo, es un fármaco con frecuentes efectos adversos a otros niveles (fuerte sedación, aumento de peso, descenso de la tensión arterial, aumento de triglicéridos que pueden causar la hipertrigliceridemia con riesgo de muerte, etc.) y que, a principios de los años 1970, se asoció a una serie de casos de agranulocitosis con resultado de muerte en Finlandia y Estados Unidos. Por este motivo se retiró del mercado en gran número de países y no fue hasta finales de los años 1980 cuando se decidió recuperar para la terapéutica psiquiátrica, dado su peculiar perfil de eficacia y tolerancia. Para autorizar su comercialización, el laboratorio fabricante (actualmente Novartis) fue obligado a instaurar un protocolo de control hematológico con el fin de detectar prontamente el descenso de leucocitos y evitar mediante la retirada inmediata del fármaco la aparición de agranulocitosis.
Novartis y las empresas que producen las versiones genéricas usan registros enlazados al de Novartis. Cada nuevo paciente es buscado en la base de datos para ver si no posee una historia anterior de uso del medicamento. El registro anota las mediciones de glóbulos blancos y ANC. Con el tiempo, el intervalo entre tomas de sangre es relajado de una semana a dos y luego a cuatro; en caso de caídas significativas en el conteo globular, el intervalo es vuelto a reducir; en casos extremos, el médico o farmacéutico es notificado que el paciente no debe tomar la droga.

## Uso
Actualmente la clozapina se considera el prototipo de antipsicótico atípico y un fármaco de reserva por su especial toxicidad. Sus principales indicaciones son esquizofrenias resistentes a otros antipsicóticos y esquizofrenias con graves efectos extrapiramidales con otros antipsicóticos. Se recomienda su inicio gradual, partiendo de dosis muy bajas, para mejorar su aceptación por el paciente, quien, además, debe realizarse un análisis de sangre semanal durante los primeros cuatro meses y mensual durante el resto del tratamiento.
Además de usarse en esquizofrenias, también se ha utilizado en otros trastornos con síntomas psicóticos (trastorno delirante, trastornos bipolares y depresivos) y en diversas enfermedades neurológicas en las que aparecen síntomas psicóticos, complicando el cuadro orgánico (Parkinson, demencia con cuerpos de Lewy difusos) y que son especialmente sensibles a los efectos extrapiramidales de los antipsicóticos.
La clozapina es el fármaco de elección en la esquizofrenia infantil, junto con tratamientos psicológicos: psicoterapia familiar y rehabilitación psicosocial (mejora en las habilidades escolares, evolutivas, sociales, y solución de problemas niño-familia-entorno)